# Dubna

Stadens vapen.

Dubna (ryska Дубна) är en stad i Ryssland med 75 176 invånare i början av 2015, och är belägen cirka 125 kilometer norr om Moskva vid floden Volga.
Dubna grundades först som en befästning 1134 av Jurij Dolgorukij (Jurij Långhand), vilken förstördes i etapper mellan 1216 och 1238. Området bestod därefter av några byar, och det fanns även en tullstation (Dubnenskoje). Dubna fick stadsstatus 1956 under den sovjetiska planekonomins tid som en stad med inriktning på kärnkraftsforskning vid Joint Institute for Nuclear Research. Grundämnet dubnium är uppkallat efter staden. I Dubna finns världens största Leninstaty. 